# 民蛇屬
民蛇屬為蝰科下已滅絕的一屬，生存於上新世時期的北希臘，脊椎骨化石出土於希臘塞薩洛尼基。民蛇的體長可達3至4米（9.8至13.1英尺），為目前已知體型最長的蝰蛇。最早是由理察·歐文爵士進行發表與命名，但最初的樣本現已遺失，直到2014年才於塞薩洛尼基重新發現單一個脊椎骨化石。